# Мельник Фаїна Григорівна
Фаїна Григорівна Мельник (Велєва-Мельник) (9 червня 1945, с. Бакота — 16 грудня 2016, Москва) — радянська легкоатлетка. Заслужений майстер спорту (1971). Заслужений діяч фізичної культури Вірменії (1972).

## Біографічні відомості
Олімпійська чемпіонка 1972 (Мюнхен) з метання диска — 66,62 м. На Олімпійських іграх 1976 (Монреаль) була четвертою в метанні диска — 66,40 м, десятою в штовханні ядра — 18,07 м. На Олімпійських іграх в Москві (1980) не виконала кваліфікаційну норму з метання диску (60 м) і не потрапила до фіналу.
Виступала за «Севан» (Єреван), потім — «Спартак» (Москва). Чемпіонка Європи (1971, 1974), чемпіонка СРСР (1970, 1972—1977), рекордсменка світу (1971—1972, 1973—1978) з метання диску.

## Нагороди

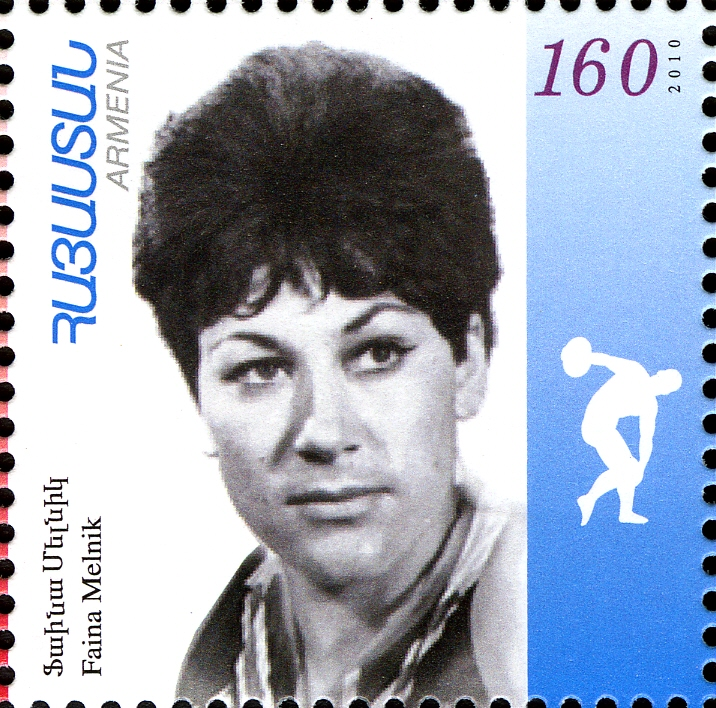
Поштова марка Вірменії (2010)

- Орден «Знак Пошани» (1971).